# رينولد شميت
رينولد شميت (بالألمانية: Reinhold Schmidt)‏ هو عداء سريع ألماني، ولد في 17 أغسطس 1902، وتوفي في 16 أغسطس 1974.

## وصلات خارجية
- رينولد شميت على موقع أوليمبيديا (الإنجليزية)